# Der kleinste Rebell
Der kleinste Rebell (Alternativtitel: Der kleine Rebell, Originaltitel: The Littlest Rebel) ist ein US-amerikanischer Tanzfilm von David Butler aus dem Jahr 1935, der auf dem gleichnamigen Roman von Edward Henry Peple basiert. In den Hauptrollen sind Shirley Temple, Jack Holt, John Boles und Karen Morley zu sehen. Als tanzender Sklave ist der afro-amerikanische Tänzer Bill Robinson zu sehen.

## Handlung
Die Familie Cary betreibt eine Plantage. Während einer Party unterhält der Sklave Billy die Gäste mit Tanzeinlagen, doch wird durch die Nachricht, dass der Bürgerkrieg ausbricht, unterbrochen. Herbert Cary, Vater von Virgie, zieht mit den Südstaaten in den Krieg. Da die Plantage nah an der Kriegsfront liegt, lassen sich immer wieder Soldaten der Nordstaaten blicken, die diese besetzen. Der Vater kann mit weiteren Soldaten diese Besetzung aufheben.

## Synchronisation
Die deutsche Synchronfassung wurde im Mai 1936 bei der Tobis Melofilm für Deutsche Fox Film in Berlin erstellt. 1976 fertigte das ZDF eine Neusynchronisation an.
| Rolle            | Besetzung      | Deutsche Synchronstimme (1936) | Deutsche Synchronstimme (1976) |
| ---------------- | -------------- | ------------------------------ | ------------------------------ |
| Virgie Cary      | Shirley Temple | Carmen Lahrmann                | Madeleine Stolze               |
| Herbert Cary     | John Boles     | Harry Giese                    |                                |
| Colonel Morrison | Jack Holt      | Siegfried Schürenberg          |                                |

## Produktion
Die Dreharbeiten wurden in den 20th Century Fox Studios in Los Angeles, Kalifornien durchgeführt. Der Tanzfilm wurde in Mono und Schwarz-Weiß, bei einem Seitenverhältnis von 1,37:1 auf einem 35-mm-Film, aufgenommen. Das Filmmaterial beläuft sich auf eine Gesamtlänge von 2.017,17 m, was 8 Filmrollen bedeutet. An der Fertigstellung dieser Filmproduktion war 20th Century Pictures beteiligt. Den Vertrieb übernahm die erst im Mai gegründete Filmproduktionsgesellschaft 20th Century Fox.
Das Tanzduo Temple-Robinson arbeitete auch in weiteren Filmproduktionen zusammen, wie Oberst Shirley (1935), Shirley auf Welle 303 (1938) und Just Around the Corner (1938). Shirley Temple wurde für die Tanzeinlagen von Bill Robinson selbst ausgebildet.

### Veröffentlichung
Der kleinste Rebell feierte am 19. Dezember 1935 in New York City seine Premiere und wurde ab dem 27. Dezember in den Kinos vorgeführt. Am 26. Juni 1936 wurde der Film in den deutschen Kinos gezeigt. Im gleichen Jahr lief der Film auch in Österreich unter dem Titel Der kleine Rebell an.

## Rezeption
The New York Times urteilte 1935 durchweg positiv, allen voran die Leistung der jungen Temple und Robinson.